# Arevik (Shirak)
Arevik (in armeno Արևիկ?) è un comune dell'Armenia di 1 693 abitanti (2008) della provincia di Shirak.